# Ligne Ueno-Tokyo
La ligne Ueno-Tokyo (上野東京ライン, Ueno-Tōkyō Rain) est une courte ligne ferroviaire de la compagnie East Japan Railway Company (JR East) à Tokyo au Japon. Comme son nom l'indique, elle relie directement les gares d'Ueno et Tokyo, interconnectant les services des lignes Utsunomiya, Takasaki et Jōban au nord, avec les services de la ligne principale Tōkaidō au sud.
La ligne Ueno-Tokyo permet de délester les lignes Yamanote et Keihin-Tōhoku qui relient également les deux gares, mais avec des arrêts intermédiaires.

## Histoire
Jusqu'en 1973, la ligne principale Tōhoku permettait des services voyageurs sur la portion Ueno-Tokyo, avant d'être réservée au fret jusqu'en 1983, puis d'être démantelée entre Tokyo et Akihabara pour permettre l’arrivée en 1991 de la ligne Shinkansen Tōhoku en gare de Tokyo.
En 2002, la JR East annonça son projet de restaurer la liaison, ce qui nécessita notamment la construction d'un viaduc de 1,3 km au-dessus des voies Shinkansen et coûta 40 milliards de yens. La ligne entra en service le 14 mars 2015.

## Services et interconnexions
Les trains en provenance des lignes Utsunomiya, Takasaki et Jōban roulent sans arrêt entre Ueno et Tokyo et continuent sur la ligne principale Tōkaidō jusqu'à Shinagawa ou Yokohama. Les services express de la ligne Jōban Hitachi et Tokiwa continuent au sud d'Ueno et sont terminus à Shinagawa.

## Liste des gares
La ligne comporte 2 gares.
| Numéro  | Gare  | Nom japonais | Distance (km) | Correspondances | Ville |
| ------- | ----- | ------------ | ------------- | --- | ----- |
| UENJU02 | Ueno  | 上野         | 0             | JR East Shinkansen : Akita, Jōetsu, Hokuriku, Tōhoku, Yamagata JR East : Jōban (interconnexion), Keihin-Tōhoku, Utsonumiya (interconnexion), Yamanote Tokyo Metro : Ginza Keisei : Keisei (à Keisei Ueno)        | Tokyo |
| TYOJU01 | Tokyo | 東京         | 3,6           | JR East Shinkansen : Akita, Jōetsu, Hokuriku, Tōhoku, Yamagata JR Central Shinkansen : Tōkaidō JR East : Chūō, Keihin-Tōhoku, Keiyō, Sōbu, Tōkaidō (interconnexion), Yamanote, Yokosuka Tokyo Metro : Marunouchi | Tokyo |